# Elisabeth Noack
Elisabeth Noack (* 29. Juli 1895 in Mainz; † 20. April 1974 in Darmstadt) war eine deutsche Musikwissenschaftlerin, Musikpädagogin, Kantorin, Herausgeberin, Verlegerin.

## Leben
Elisabeth Noack wuchs in Mainz als Tochter des Architekten und Politikers August Noack und seiner Frau Rosa geborene Holtz (* 1867) auf. Ihr Bruder ist der Musikwissenschaftler und Komponist Friedrich Noack.
Noack machte ihr Abitur 1915 an der Viktoriaschule in Darmstadt. Zur gleichen Zeit wie sie besuchte auch Elisabeth Selver, die gleichaltrige Tochter des früheren Darmstädter Rabbiners David Selver, die Viktoriaschule. Möglicherweise verband beide seit dieser Zeit eine lebenslange Freundschaft, denn beim Abschluss des Vertrages über den Verkauf des Elternhauses von Elisabeth Selver im Jahre 1958, das von den Nazis enteignet und nach dem Zweiten Weltkrieg wieder rückübertragen worden war, ließ sich Elisabeth Selver beim Notar durch Elisabeth Noack vertreten.
Nach dem Besuch der Viktoriaschule studierte Noack Philosophie, Kunst- und Kulturgeschichte an der TH Darmstadt. Im Oktober 1917 wechselte sie an die frühere Friedrich-Wilhelms-Universität, die heutige Humboldt-Universität zu Berlin, wo sie Musikwissenschaften studierte und am 21. März 1921 mit einer Dissertation zu Georg Christoph Strattner zum Dr. phil. promovierte. Als erste hessische Frau legte sie das Examen zum Schulmusiklehrer ab. Sie arbeitete anschließend an zwei Schulen, wechselte dann 1923 an die Bergschule von Hochwaldhausen, wo sie zusammen mit ihrer Freundin Elisabeth Selver unterrichtete. 1924 wurde sie Studienrätin und Musiklehrerin an der Helene-Lange-Schule in Schneidemühl.
Am 1. April 1929 wurde sie an die PH Kiel berufen und lehrte dort Musik. In dieser Zeit gab sie die mehrteilige Reihe Mein erstes Singbuch heraus, das für Grundschüler konzipiert war und nach der Tonika-Do-Lehre arbeitete. 1933 kehrte sie in den Schuldienst zurück, hatte aber auch weiterhin enge Kontakte zu Elisabeth Selver und der von dieser in Berlin mitgegründeten Privaten Waldschule Heinz Paul: „In der Waldschule Berlin-Ruhleben war ich häufig zu Gast und interessierte Beobachterin, schliesslich 1934 längere Wochen selbst als Leiterin anstelle von Frau Dr. Paul-Selver tätig, um zu helfen, die Schule zu erhalten, was aber durch die nazistischen Maßnahmen unmöglich wurde.“ 1934 trat sie dem NSLB bei und 1935 der NS-Frauenschaft. Am 21. Dezember 1937 beantragte sie die Aufnahme in die NSDAP und wurde rückwirkend zum 1. Mai desselben Jahres aufgenommen (Mitgliedsnummer 5.444.166).
Von 1941 bis 1957 leitete Elisabeth Noack den Tonika-Do-Verlag für Musikerziehung in Kiel. Diesen Posten erbte sie von Maria Leo, die als Jüdin aus dem Dienst entlassen wurde. Als Hochschuldozentin sicherte sie damit die Tonika-Do-Lehre in der Zeit des Nationalsozialismus. Sie besuchte Maria Leo später auf dem Sterbebett und widmete ihr mehrere Aufsätze.
Nachdem sie in den Ruhestand ging und wieder nach Darmstadt zog, begann sie sich vermehrt wissenschaftlich zu betätigen und publizierte einige Werke zur musikalischen Erziehung von Kindern und Jugendlichen sowie zur Musikgeschichte Darmstadts. Am 29. Juli 1970 wurde ihr die Johann-Heinrich-Merck-Ehrung zu teil. 1974 verstarb sie nach längerer Krankheit. Ihr Nachlass ist in der Universitätsbibliothek der TU Darmstadt archiviert.

## Ehrungen und Auszeichnungen
Die Stadt Darmstadt widmete Elisabeth Noack einen Platz im Komponistenviertel.

## Schriften
- Georg Christoph Strattner. Sein Leben und seine Werke. Dissertation. Berlin 1921.
- Mein erstes Singbuch : Einführung unserer Kleinen in die Musik nach der Tonika-Do-Lehre. Mit Benutzung einfacher Rufe und Volkskinderlieder. Chr. Fr. Vieweg, Berlin-Lichterfelde. (Mehrbändiges Werk)
- Weltliche und geistliche Chorgesänge des 16. bis 18. Jahrhunderts für 3 gemischte Stimmen. Vieweg Verlag, Berlin-Lichterfelde 1931.
- Chorerziehung. Tonika Do-Bund, Dresden. ca. 1938. (Flugblatt)
- Lobet Gott in allen Reichen : Ein Weihnachtsspiel. Bärenreiter-Verlag, Basel 1955.
- Wir musizieren mit Kindern. Luther-Verlag, Witten 1964.
- Wolfgang Carl Briegel: ein Barockkomponist in seiner Zeit. Merseburger Verlag, Berlin 1963.
- Musikgeschichte Darmstadts vom Mittelalter bis zur Goethezeit. Reihe: Beiträge zur Mittelrheinischen Musikgeschichte. Band 8, Schott, Mainz 1967.